# John Peter Russell
Pour les articles homonymes, voir John Russell.
John Peter Russell, ou simplement John Russell, est un peintre impressionniste et post-impressionniste australien, né le 16 juin 1858 à Sydney et mort dans la même ville le 30 avril 1930.

## Biographie

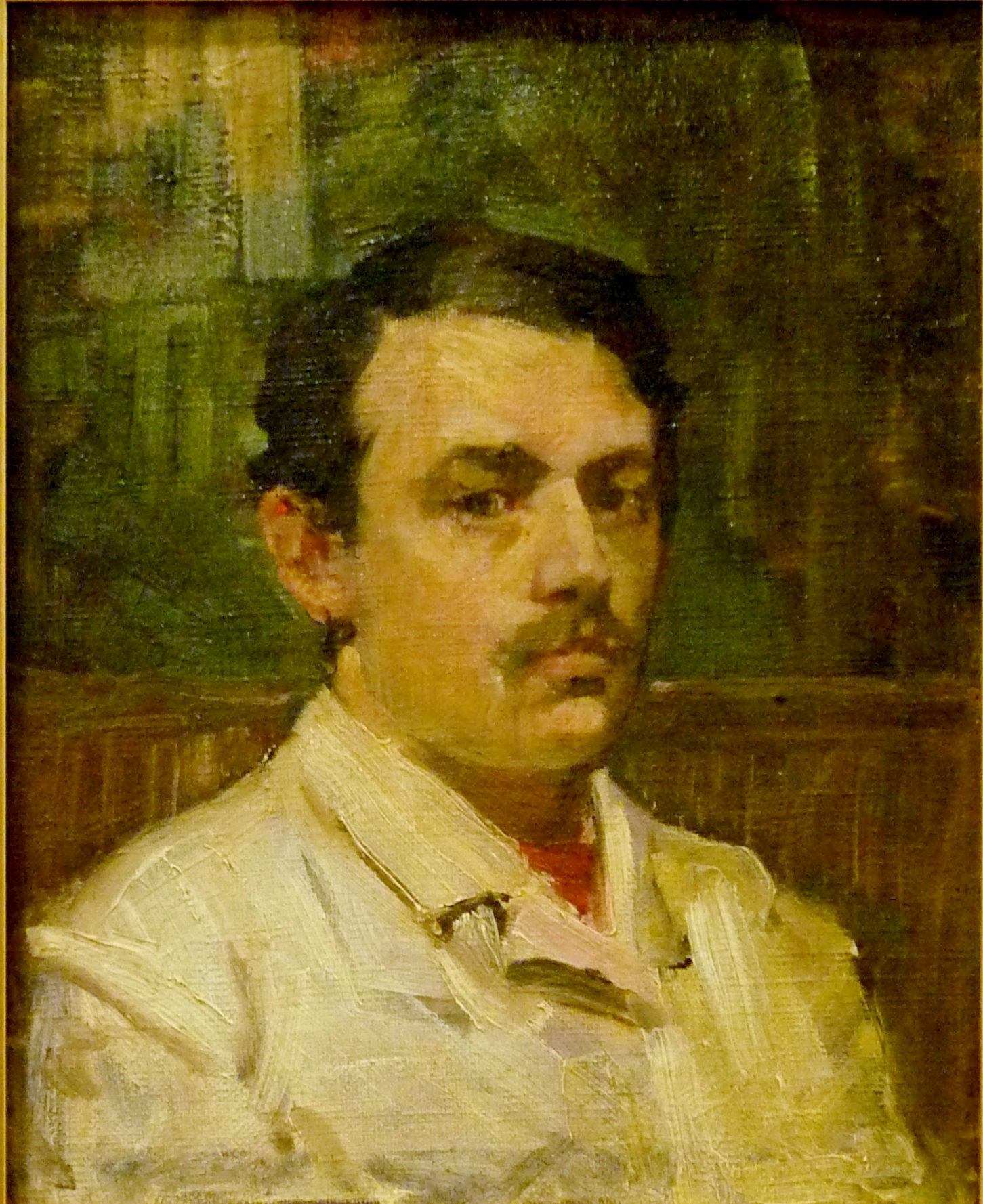
Autoportrait de l'artiste (vers 1886), huile sur bois, musée des beaux-arts de Morlaix.

Issu d'une famille d'industriels d'origine écossaise ayant fait fortune dans la métallurgie en Australie (Nouvelle-Galles du Sud), John Peter Russell accomplit une formation d'ingénieur en  Angleterre. Cédant à sa passion pour la peinture, il s'inscrit à la Slade School of Fine Art de Londres en 1881 puis se fixe à Paris en 1884. Il devient élève à l'Atelier Cormon où il se lie d'amitié avec Vincent van Gogh. Il y rencontre également Eugène Boch. L'atelier de Russell est à Montmartre, villa des arts à Paris. Il rencontre Marianna Mattiocco, une jeune Italienne venue de Cassino avec ses frères, qui devient sa compagne et la mère de deux de ses enfants avant qu'il ne l'épouse.
Lors d'un séjour à Belle-Île-en-Mer, il fait la connaissance de Claude Monet en septembre 1886. Cette rencontre influe sur son art. Épris de l'île, le peintre australien fait construire sa maison devant l'anse de Goulphar, à Bangor. Le couple y vit de 1888 à 1908, entouré de ses nombreux  enfants et accueillant amis et artistes. Parmi ceux-ci, Auguste Rodin réalise plusieurs bustes de Marianna Russell. Le jeune Henri Matisse est initié aux tons purs par Russell. Son ami le peintre australien John Longstaff (en) réalise en 1889 des portraits de son épouse et des femmes de Belle-Île-en-Mer. 
La peinture de Russell se rattache au néo-impressionnisme. S'étant constitué une palette aux couleurs franches, il est un adepte du plein air. Ses sujets favoris sont les marines, mais c'est aussi un remarquable portraitiste. Assez riche pour ne pas avoir à vendre ses toiles, il n'expose qu'exceptionnellement. Son projet d'apporter à l'Australie sa collection de tableaux qu'il avait constituée des meilleurs artistes contemporains ne se concrétise pas.
Après la mort de son épouse, il quitte la Bretagne, voyage en Europe et se remarie en 1913 avec la cantatrice américaine Caroline De Witt Merrill. Il retourne en Australie en 1920 où il meurt le 30 avril 1930. Les musées australiens possèdent un grand nombre de ses tableaux. Mais la collection publique la plus importante de ses œuvres se trouve à Paris au musée d'Orsay grâce au legs effectué par Jeanne, la fille du peintre. Cet ensemble de 19 tableaux est déposée au musée des beaux-arts de Morlaix depuis 1997, grâce à l'action menée par l'Association John et Marianna Russell. Le Portrait de Van Gogh par Russell (1886) est exposé au Van Gogh Museum d'Amsterdam.

## Œuvres dans les collections publiques
En Australie

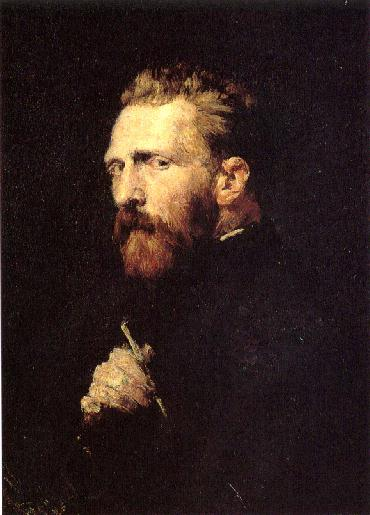
Vincent van Gogh (1886), Amsterdam, Van Gogh Museum.

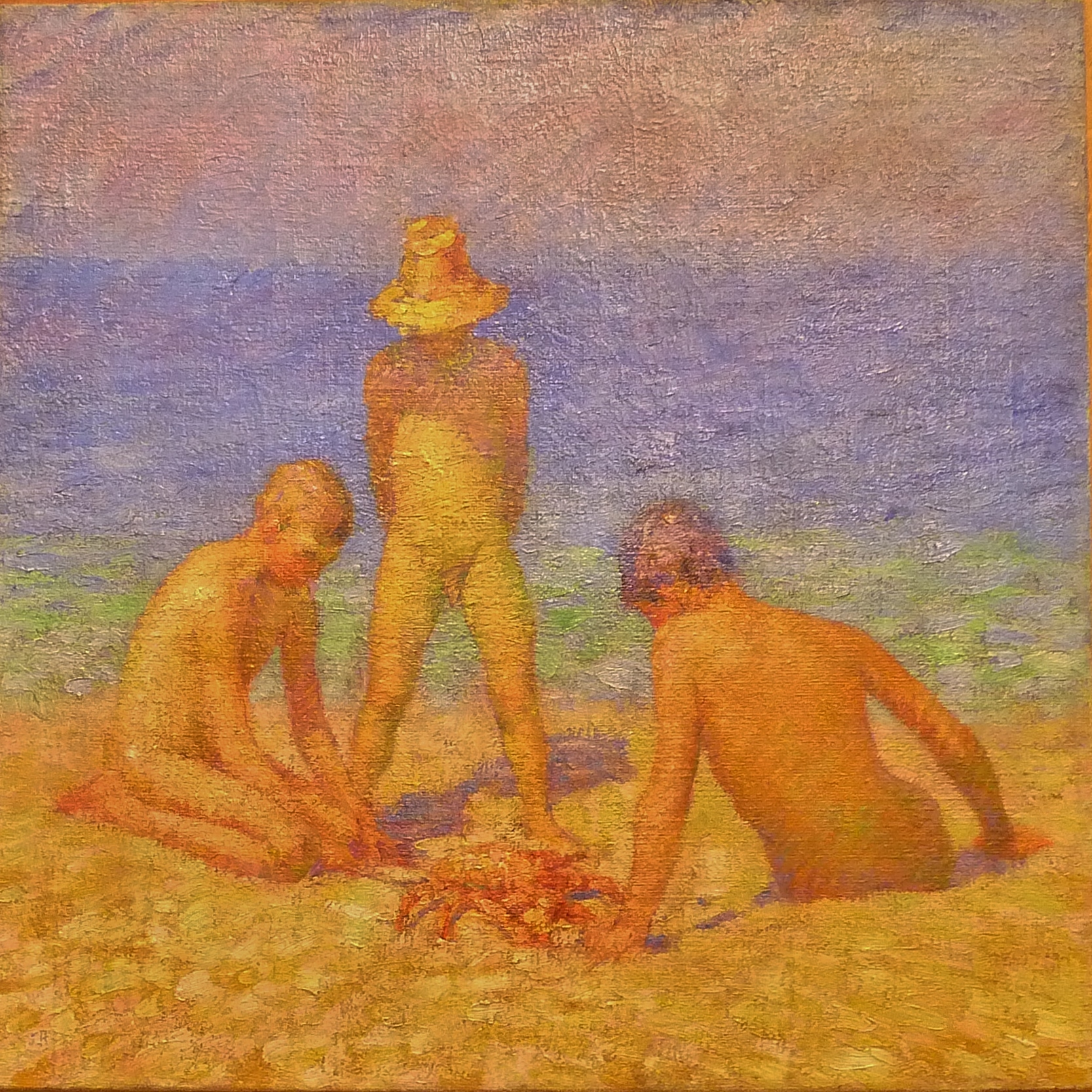
Les Fils du peintre jouant avec un crabe (vers 1904-1906), musée des beaux-arts de Morlaix.

- Brisbane, Queensland Art Gallery : 
  - Amandiers et ruines, Sicile, 1887, huile sur toile, 64.5 x 81.2 cm[3]
  - Belle-Île, 1888-1909, aquarelle, gouache, crayon, encre brune 12.8 x 17.9 cm[4]
  - Les Aiguilles, Belle-Île, vers 1890, huile sur toile, 40.4 x 64.7 cm[5]
  - Coraux des Alpes, vers 1890, huile sur toile, 59 x 59.2 cm[6]
  - Antibes, 1892, huile sur toile, 60.7 x 73.9 cm[7]
  - Rochers de Belle-Île, vers 1900, huile sur toile, 65 x 81.3 cm[8]
  - La Pointe de Morestil par mer calme, 1901, huile sur toile, 61 x 95 cm[9]
  - Roc Toul (Roche Guibel), 1904-1905, huile sur toile, 98.4 x 128 cm[10]
  - Landscape, Cagnes, 1920, aquarelle, 27.4 x 38.6 cm[11]
  - Portofino Harbour, 1920 aquarelle et fusain sur papier vélin bleu, 28.3 x 38.4 cm[12]
  - Spring sunlight - French Riviera, 1921, crayon et aquarelle sur papier vélin, 26 x 37.2 cm[13]
  - Brigham's Creek, tide rising [New Zealand], 1924, aquarelle sur crayon sur papier vélin épais et rugueux, 25 x 31.1 cm[14]
  - Dry weather, New Zealand, vers 1922-1924, aquarelle sur crayon sur papier vélin épais et rugueux, 25.1 x 31.2 cm[15]
  - Landscape, New Zealand, vers 1922-1924, aquarelle sur crayon sur papier vélin épais et rugueux, 25 x 31 cm[16]
  - Quarry, Jew Lizard Gully [Sydney], vers 1925, aquarelle, 24 x 30.5 cm[17]
- Canberra, National Gallery of Australia :
  - Paysanne à Monte-Cassino, 1886, huile sur toile, 50.2 x 73.2 cm[18]
  - Le Pont du Pecq, vers 1887, huile sur toile, 54.5 x 65 cm[19]
  - Le Matin, les Alpes maritimes depuis Antibes, 1890-1891, huile sur toile, 60.3 x 73.2 cm[20]
  - Vue d'Antibes, 1891, huile sur toile, 81 x 100.7 cm[21]
  - Paysage, Antibes, 1891, huile sur toile, 81 x 100 cm[22]
- Sydney, Art Gallery of New South Wales :
  - Madame Sisley sur les bords du Loing à Moret, 1887, huile sur toile, 45.7 x 60.9 cm[23]
  - Mer agitée à Morestil, vers 1900, huile sur toile sur panneau, 66 x 81.8 cm[24]
  - Portrait de Vincent Van Gogh - cinq études, vers 1886-1888, crayon fin sur papier vergé crème, 47 x 62 cm[25]
  - Antibes, vers 1890-1892, huile sur toile, 16.5 x 24 cm[26]
  - Dans l'Après-midi, 1891, huile sur toile, 65.1 x 65.4 cm[27]
  - Les Aiguilles de Port-Coton, Belle-Île, 1897, aquarelle, crayon, gouache sur papier vélin épais blanc cassé, 55.7 x 38.9 cm[28]
  - Mon ami 'Polite, 1900, huile sur toile, 54.6 x 65.4 cm[29]
  - Monument à La Pérouse, aquarelle
  - Belle-Île, 1905, aquarelle, crayon, gouache sur papier vélin épais blanc cassé, 39.6 x 56.5 cm[30]
  - Tempête, Belle-Île, 1905, aquarelle, gouache sur papier vélin épais chamois, 25.5 x 32.5 cm[31]
  - Landscape, Matlock, 1905, crayon, aquarelle sur papier vélin ivoire,12.8 x 17.8 cm[32]
  - Falaises, Belle-Île, 1906, crayon, aquarelle sur papier vélin ivoire, 12.7 x 17.6 cm[33]
  - Les Aiguilles, Belle-Île, 1910, crayon, aquarelle, gouache, grattage sur papier vélin blanc cassé, 12.8 x 17.9 cm[34]
  - Brume dans les Alpes italiennes, 1913, crayon, aquarelle sur papier vélin crème épais, 26.9 x 37.3 cm[35]
  - Portofino, 1920, aquarelle,  crayon sur papier vélin blanc cassé, 28.5 x 39.5 cm[36]
  - Chateau Muscovite, Sydney, 1921, aquarelle, 24.9 x 31.2 cm[37]

En France
- Morlaix, musée des Beaux-Arts, dépôt du musée d'Orsay :
  - Les Fils du peintre jouant avec un crabe, vers 1904-1906, huile sur toile
  - Mme Russell dans son jardin de Goulphar, 1907-1908, huile sur toile
  - La Bergère aux chèvres, 1897, huile sur toile
  - Autoportrait de l'artiste, huile sur toile
  - L'Orage arrive, 1882, aquarelle
  - Portofino, front de mer, 1921, aquarelle
  - Juan-les-Pins avec la baie, vers 1890, huile sur toile[38]
  - Bateaux à voiles rouges dans le port de Goulphar, vers 1900, huile sur toile[38]

Aux Pays-Bas
- Amsterdam, Van Gogh Museum : Portrait de Vincent Van Gogh, 1886, huile sur toile. 60.1 x 45.6 cm[39]

#### Ouvrages biographiques
- (en) Elizabeth Salter, The lost impressionist, Angus & Robertson, Royaume-Uni, 1976.
- Claude-Guy Onfray, Russell ou la lumière en héritage, Paris, Le livre d'histoire, 1995.
- (en) Ann Galbally, A remarkable friendship, Australie, Miegunyah Press, 2008.

#### Catalogues
- (en) Donald Finley, J.P. Russell  Australian Impressionist, Londres, Daniel Wildenstein, 1965.
- (en) Ann Galbally, The Art of John Peter Russell, Australie, Sunbooks, 1977.
- Patrick Jourdan, Jean-Claude Lesage, Claude-Guy Onfray, Hilary Spurling, John Peter Russell, un impressionniste australien, Morlaix, Musée des Jacobins, 1997.
- (en) Ann Galbally, Ursula Prunster, Albie Thoms, Paula Dredge, Belle-Île, Monet, Russell & Matisse in Brittany, Art Gallery of New South Wales, 2001.
- Cyrielle Durox, Béatrice Riou, Claude-Guy Oonfray, Impressionnisme et postimpressionnisme dans les collections du Musée de Morlaix, Éditions du musée de Morlaix, 2014.
- Collectif, sous la direction de Wayne Tunnicliffe, John Russell, Australia's french impressionist, Art Gallery of New South Wales, Sydney, 2018.

#### Périodiques
- La Lettre de l'Association John et Marianna Russell, 1988 à 2019.

(Bibliographie nationale française 38888130-02-05014)